# Палевый скат
Палевый скат (лат. Bathyraja pallida) — вид хрящевых рыб рода глубоководных скатов семейства Arhynchobatidae отряда скатообразных. Обитают в северо-восточной части Атлантического океана. Встречаются на глубине до 2952 м. Их крупные, уплощённые грудные плавники образуют округлый диск со треугольным рылом. Максимальная зарегистрированная длина 162 см. Откладывают яйца. Рацион молоди состоит в основном из ракообразных и многощетинковых червей. Не представляют интереса для коммерческого промысла.

## Таксономия
Впервые вид был научно описан в 1967 году как Breviraja pallida. Видовой эпитет происходит от слова лат. pale — «бледный». Внешне и морфологически палевые скаты близки со скатами Ричардсона, ареалы этих видов перекрывают друг друга.

## Ареал
Эти скаты обитают в северо-восточной части Атлантического океана от Срединно-Атлантического хребта до Бискайского залива в водах Франции, Гернси, Ирландии, Джерси и Великобритании. Встречаются на глубине от 1879 до 2952 м (в среднем 2523 м).

## Описание
Широкие и плоские грудные плавники этих скатов образуют ромбический диск с широким треугольным рылом и закруглёнными краями. На вентральной стороне диска расположены 5 жаберных щелей, ноздри и рот. На хвосте имеются латеральные складки. У этих скатов 2 редуцированных спинных плавника и редуцированный хвостовой плавник. Максимальная зарегистрированная длина 162 см. Ширина диска в среднем составляет 65,9 % длины тела, а длина 57,4 %. Расстояние от кончика рыла до глаз 16,2 %, до рта — 15,9 %, до ноздрей — 12 %. Межорбитальное расстояние — 5,6 %, длина брызгальца 2,9 %, ширина рта 9,9 %, рыло образует угол около 81°. Вдоль позвоночника на дорсальной поверхности диска пролегает ряд из 16—19 срединных шипов. Между спинными плавниками бывает до 2 колючек. Во рту имеется по 24—31 верхних и 22—35 нижних зубных рядов. У взрослых скатов диск шире относительно длины тела по сравнению с молодняком. Окраска дорсальной поверхности диска однотонная, без отметин, серого или серовато-коричневого цвета. Молодь окрашена в более тёмные тона. На вентральной поверхности вдоль срединной линии тела имеются белые пятна неправильной формы. Такие же пятна бывают вокруг рта, ноздрей, жаберной области, анального отверстия, у основания хвоста и на верхней лопасти брюшных плавников. Кроме того, у самцов вершина и внутренняя поверхность птеригоподиев окрашена в белый цвет.

## Биология
Эмбрионы питаются исключительно желтком. Эти скаты откладывают яйца, заключённые в продолговатую роговую капсулу с твёрдыми «рожками» на концах. Длина капсулы с учётом «рожек» около 50 см, без учёта 30 см, ширина 12—15 см. Рацион молоди состоит в основном из полихет, равноногих, бокоплавов и веслоногих ракообразных.

## Взаимодействие с человеком
Эти скаты не являются объектом целевого лова. Потенциально могут попадаться в качестве прилова в жаберные сети и ярусы в ходе промысла европейской мерлузы, мольвы и менька. Международный союз охраны природы присвоил этому виду охранный статус «Вызывающий наименьшие опасения».